# Jerry Reinsdorf
Jerry M. Reinsdorf, né le 25 février 1936 à Brooklyn, est avocat et propriétaire majoritaire de deux franchises basées à Chicago : les White Sox de Chicago (MLB) et les Bulls de Chicago (NBA).